# Hyproc Shipping Company
Hyproc Shipping Company (en arabe : هيبروك للنقل البحري) est une entreprise algérienne spécialisée dans le transport maritime d'hydrocarbures. Créé en 1982, son siège social est situé à Oran.

## Histoire
La Société nationale de transport maritime des hydrocarbures et des produits chimiques (SNTM Hyproc) est créée le 14 août 1982 par décret n° 82-282.
En 2003, SNTM Hyproc change de dénomination en Hyproc Shipping Company. 
Le 1er octobre 2017, le Premier ministre algérien, Ahmed Ouyahia inaugure à Arzew deux nouveaux méthaniers, le Tessala et l'Ougarta.
Le 25 février 2020, deux butaniers, le Hassi Touareg et le Hassi Berkine d'une capacité de 13 000 m3 chacun et un pétrolier, l'In-Ecker de 46 000 tonnes, sont inaugurés par le Premier ministre algérien, Abdelaziz Djerad.

## Flotte

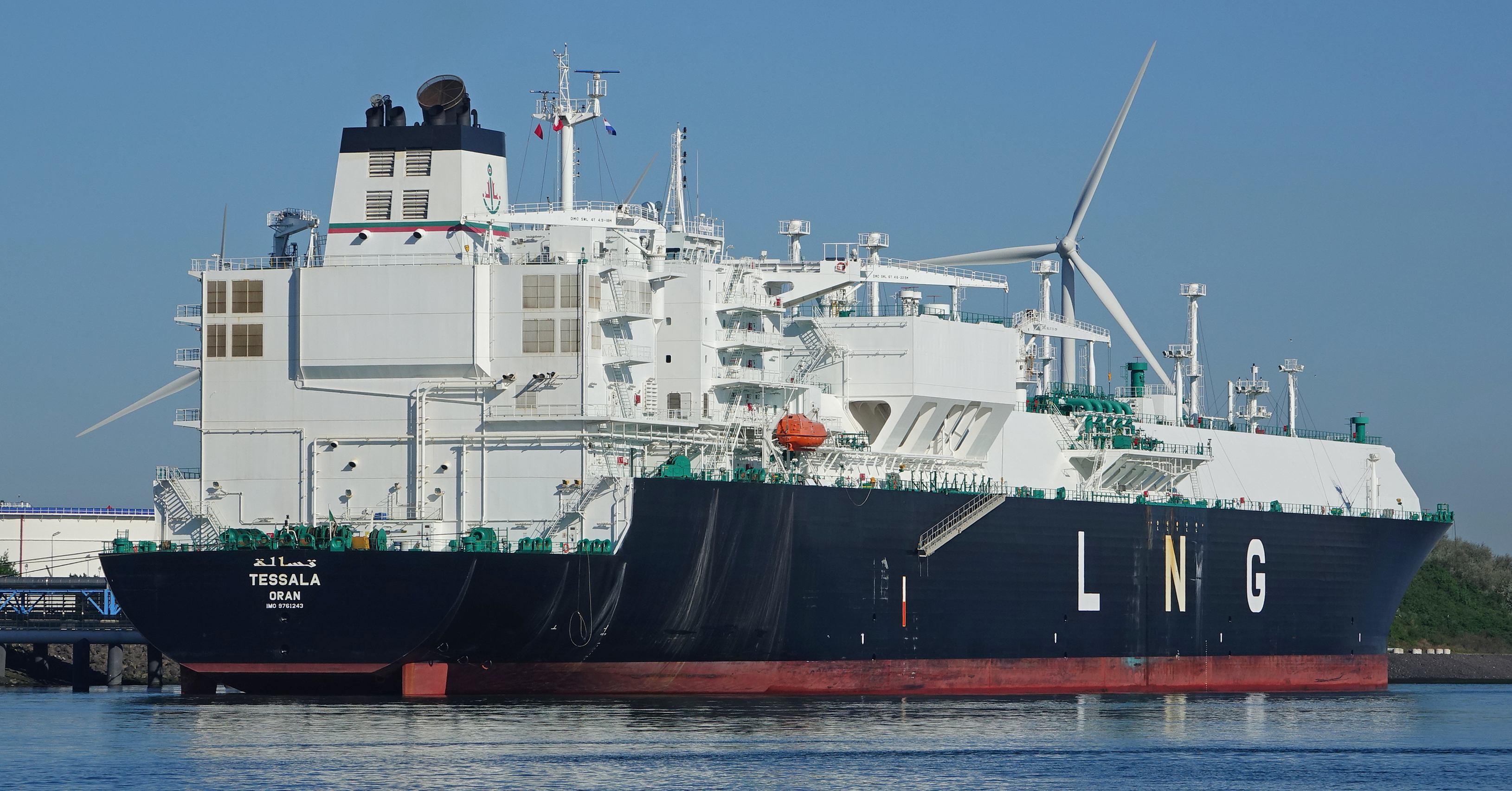
Le méthanier Tessala

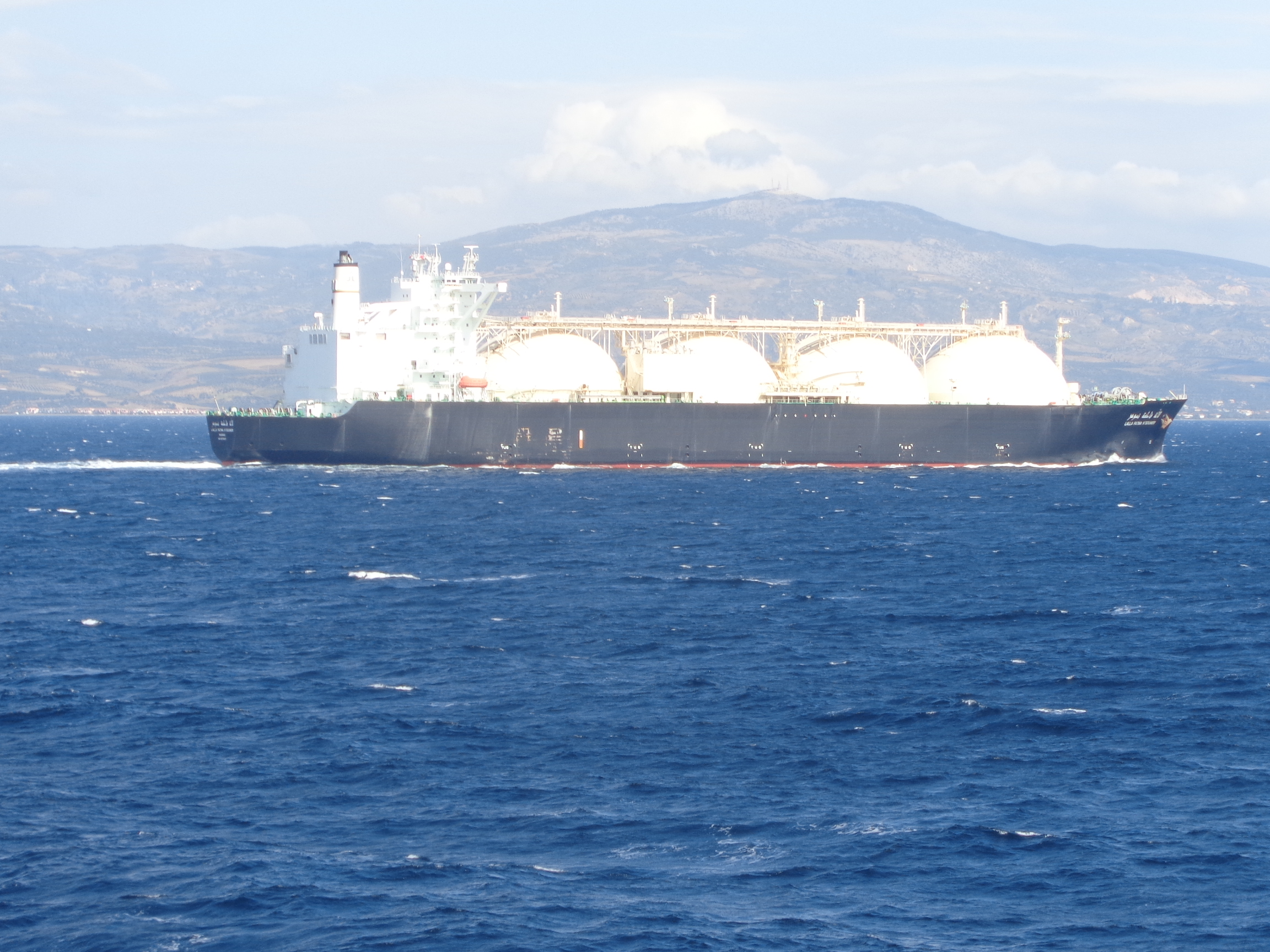
Le méthanier Lalla Fatma N'Soumer

Hyproc Shipping Company possède une flotte de 14 navires, dont 5 méthaniers GNL, 6 butaniers GPL, deux bitumiers et un pétrolier. 
- Méthaniers GNL
  - LNG/C Ougarta (2017) - 171.800 m3
  - LNG/C Tessala (2016) - 171.800 m3
  - LNG/C Cheikh Bouamama (2008) - 75.500 m3
  - LNG/C Cheikh El-Mokrani (2007) - 75.500 m3
  - LNG/C Lalla Fatma N'Soumer (2004) - 145.445 m3

- Butaniers GPL
  - LPG/ Hassi Touareg (2019) - 13 000 m3
  - LPG/ Hassi Berkine (2018) - 13 000 m3
  - LPG/ Berga II (2010) - 35.000 m3
  - LPG/ Rhourd El Fares (2010) - 35.000 m3
  - LPG/  Rhourd El Hamra (2008) - 22.500 m3
  - LPG/ Rhourd El Adra (2007) - 22.500 m3

- Bitumiers
  - MT/ Ras Tomb (2010) - 4.577 m3
  - MT/ Aïn Zeft (2008) - 4.577 m3

- Pétroliers
  - In-Ecker (2019) - 46.500 m3

## MC Oran
Le 14 Mars 2023, lors du 7ème Symposium de l'Association Algérienne des Industries Gazières (AIG) qui s'est tenu à l'Hôtel Méridien d'Oran, en présence du wali d'Oran Saïd Sayoud, de Mohamed Hamel, secrétaire général du forum des pays exportateurs de gaz (GECF) et de Toufik Hakkar, le PDG de Sonatrach, ainsi que de certains membres du club tels que Bachir Sebaâ, le président par intérim du CSA/MCO. Il a été officiellement déclaré que Hyproc Shipping Company, filiale de Sonatrach, deviendra l'actionnaire majoritaire du Club Mouloudia Club d'Oran (MC Oran).
Le 17 Juillet 2023, la société Hyproc Shipping Company devient officiellement propriétaire du Mouloudia Club d'Oran, les conventions ont été signées au siège de la wilaya d'Oran en présence des membres du club sportif amateur CSA/MCO dont le président sortant Chamseddine Bensenoussi, du DG de Hyproc Shipping Company Abdennacer Bahlouli et du wali d'Oran Saïd Sayoud. Les conventions prévoyaient l'achat à Hyproc de 90% des parts du club et 10% restés pour le CSA/MCO. Le Mouloudia Club d'Oran entre officiellement dans un nouvel air de véritable professionnalisme.